# Йоганн Вільгельм (герцог Саксен-Веймару)
Йоганн Вільгельм (нім. Johann Wilhelm von Sachsen-Weimar; 11 березня 1530 — 2 березня 1573) — перший герцог Саксен-Веймарський у 1554—1573 роках.

## Життєпис
Походив з Ернестинської гілки Веттінів. Другий син Йоганна Фрідріха I, курфюрста Саксонії, та Сибілли Клевської. Народився 1530 року в Торгау. Виховувався в лютеранському дусі.
У 1547 році після поразки батька у Шмалькальденській війні разом родиною до 1552 року перебував у полоні імператора Карла V. По звільненню Йоганн Фрідріх I отримав невеличке герцогство Саксонське. У 1554 році після смерті останнього Йоганн Вільгельм розділив з братами спадок, отримавши Веймар.
У 1565 році, коли його брат Йоганн Фрідріх III, герцог Саксен-Гота, помер, не залишивши спадкоємців, уклав договір зі старшим братом Йоганном Фрідріхом II, герцогом Саксен-Кобурга, щодо поділу володінь Саксен-Готи: його брат отримав місто та округ (амт) Готу, а Йоганн Вільгельм отримав невеличкі володіння з селами. План поділу також передбачав, що два брати повинні кожні три роки міняти свої регіони між собою.
1567 року не підтримав старшого брата під час конфлікту з імператором Максиміліаном II, а навпаки долучився до виконання рішення про імперську опалу Йоганн Фрідріха II. В результаті герцогство Саксен-Коберг і Гота було передано Йоганну Вільгельму, який 1570 таким чином став єдиним правителем та єдиновладним володарем усіх ернестинських володінь герцогства Саксонія.
Проте незабаром сам Йоганн Вільгельм потрапив у немилість до імператора, коли вступив на службу до Карла IX, короля Франції як генерал у його кампанії проти гугенотів. Це також спричинило конфлікт герцога з його протестантськими підданцями. Як наслідок у 1572 році імперською комісією в Ерфурті герцогство Саксонія було поділено між Йоганн Вільгельмом та його небожами Йоганном Казимиром і Йоганном Ернстом на три частини: Саксен-Кобург, Саксен-Айзенаха, Саксен-Веймар. Останнє отримав Йоганн Вільгельм, а також амти Альтенбург, Гота та Мейнінген. Намагався залагодити протиріччя з Даніелем Брендель фон Гомбургом, курфюрстом Майнца. Помер 1573 року.

## Родина
Дружина — Доротея Сузанна, донька Фрідріха III, курфюрста Пфальцу
Діти:
- Фрідріх Вільгельм I (1562—1602), 2-й герцог Саксен-Веймару
- Йоганн (1570—1605), 3-й герцог Саксен-Веймару
- Сибілла Марія (1563—1569)
- син (помер при народжені 1564)
- Марія (1571—1610), абатиса Кведлінбурзька